# Ancalagon Črni
Ancalgon Črni (angleško Ancalagon the Black) je izmišljeno bitje, zmaj iz fantazijskih pripovedi o Srednjem svetu angleškega pisatelja J. R. R. Tolkiena.
Opisan je v pripovedi Silmarillion, kot Morgothov največji leteči zmaj.